# Frezowanie
Frezowanie – rodzaj obróbki skrawaniem, w której ruch obrotowy zawsze wykonuje narzędzie, a ruch posuwowy (w zależności od konstrukcji obrabiarki, na której jest prowadzona obróbka) wykonywany jest również przez narzędzie lub przez przedmiot obrabiany.
Obrabiarka, na której wykonuje się frezowanie nazywa się frezarką.

## Frezowanie obwodowe
Do frezowania obwodowego zaliczamy:

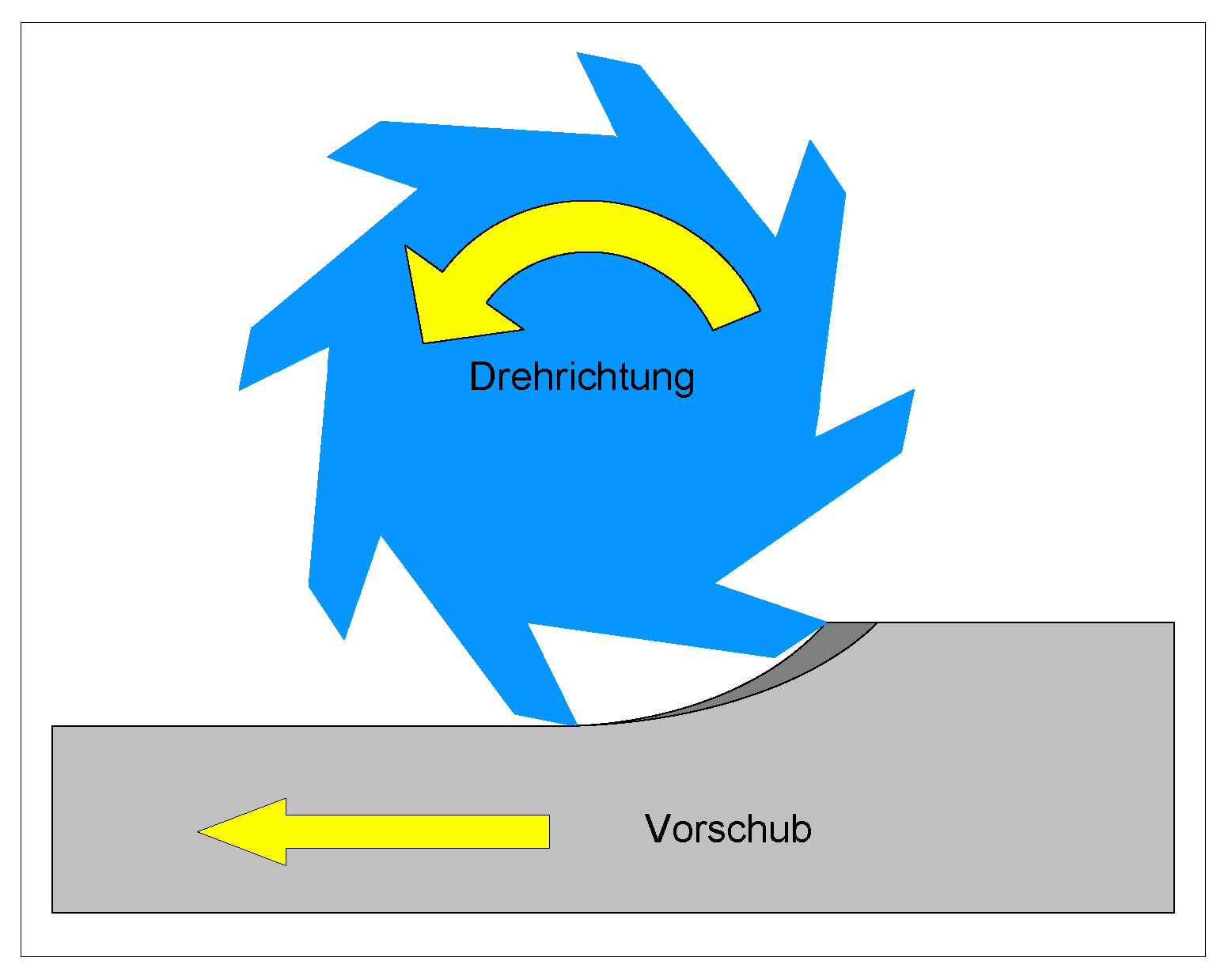
Frezowanie przeciwbieżne

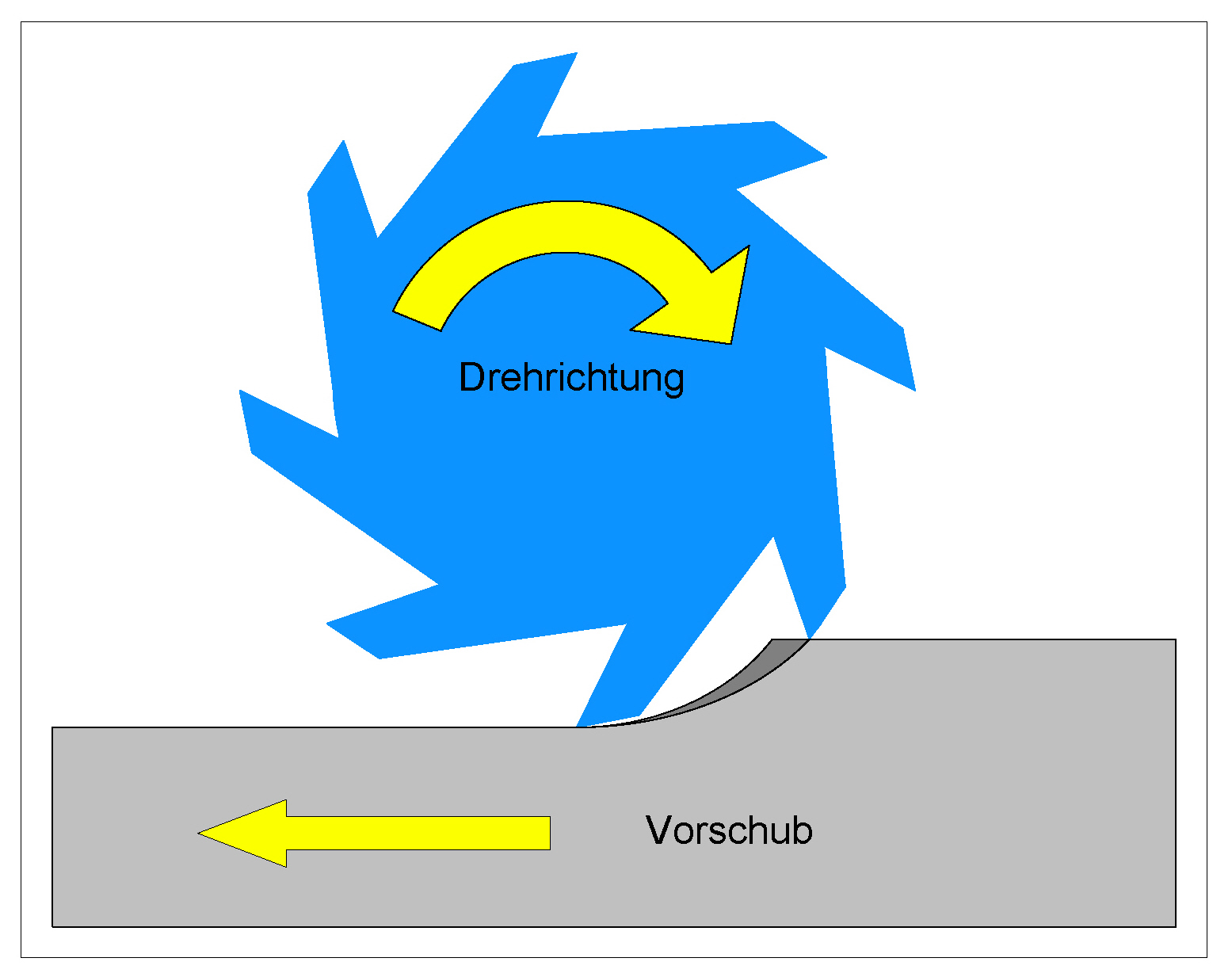
Frezowanie współbieżne

1. Frezowanie walcowe, przy którym krawędzie skrawające freza rozmieszczone są na powierzchni walcowej
2. Frezowanie kształtowe, przy którym krawędzie skrawające rozmieszczone są na powierzchni bryły obrotowej o zarysie złożonym.

Frezowanie obwodowe dzielimy na:
- przeciwbieżne - krawędź tnąca narzędzia porusza się przeciwnie do posuwu materiału. Przy tym rodzaju frezowania krawędź porusza się wzdłuż obrabianej powierzchni, będąc stopniowo coraz silniej do niej dociskaną. Na początku siła dociskająca jest tak mała, że krawędź narzędzia ślizga się po materiale, utwardzając go oraz tępiąc się. Ten rodzaj frezowania daje gorszą jakość powierzchni z wyraźnymi śladami miejsc, w których frez przestaje się ślizgać i zaczyna ciąć. Pomimo tych wad jest to częściej stosowany rodzaj frezowania, gdyż siły działające na frez są mniejsze i mają charakter bardziej ciągłego nacisku niż wibracji.

- współbieżne - krawędź tnąca narzędzia porusza się zgodnie z posuwem materiału. W tym rodzaju frezowania narzędzie zaczyna ciąć w dobrze określonym punkcie, odcinając gruby wiór, którego grubość spada do zera. Wióry są wyrzucane za narzędziem, co ułatwia ich usunięcie. Krawędź nie trze powierzchni materiału co zwiększa żywotność narzędzia oraz nie powoduje utwardzania materiału. Wadą tego rodzaju frezowania są duże siły działające na frez oraz silne wibracje. Ten rodzaj frezowania wymaga sztywnych maszyn z kasowaniem luzu oraz sztywnych i mocnych narzędzi. Jest niezalecany w przypadku maszyn starszego typu oraz zużytych.

## Zastosowanie
Frezowaniem obrabia się metale, tworzywa sztuczne, drewno.